# Grand Prix USA 2019
Grand Prix USA 2019 (oficiálně Formula 1 Emirates United States Grand Prix 2019) se jela na okruhu Circuit of the Americas v Austinu v Texasu ve Spojených státech amerických dne 3. listopadu 2019. Závod byl devatenáctým v pořadí v sezóně 2019 šampionátu Formule 1.

## Kvalifikace
| Poř.                       | No. | Jezdec             | Konstruktér               | Časy v kvalifikaci | Časy v kvalifikaci | Časy v kvalifikaci | Pořadí na startu |
| Poř.                       | No. | Jezdec             | Konstruktér               | Q1                 | Q2                 | Q3                 | Pořadí na startu |
| -------------------------- | --- | ------------------ | ------------------------- | ------------------ | ------------------ | ------------------ | ---------------- |
| 1                          | 77  | Valtteri Bottas    | Mercedes                  | 1:33.750           | 1:33.160           | 1:32.029           | 1                |
| 2                          | 5   | Sebastian Vettel   | Ferrari                   | 1:33.766           | 1:32.782           | 1:32.041           | 2                |
| 3                          | 33  | Max Verstappen     | Red Bull Racing-Honda     | 1:33.549           | 1:33.120           | 1:32.096           | 3                |
| 4                          | 16  | Charles Leclerc    | Ferrari                   | 1:33.988           | 1:32.760           | 1:32.137           | 4                |
| 5                          | 44  | Lewis Hamilton     | Mercedes                  | 1:33.454           | 1:33.045           | 1:32.321           | 5                |
| 6                          | 23  | Alexander Albon    | Red Bull Racing-Honda     | 1:33.984           | 1:32.898           | 1:32.548           | 6                |
| 7                          | 55  | Carlos Sainz Jr.   | McLaren-Renault           | 1:33.916           | 1:33.422           | 1:32.847           | 7                |
| 8                          | 4   | Lando Norris       | McLaren-Renault           | 1:33.353           | 1:33.316           | 1:33.175           | 8                |
| 9                          | 3   | Daniel Ricciardo   | Renault                   | 1:33.835           | 1:33.608           | 1:33.488           | 9                |
| 10                         | 10  | Pierre Gasly       | Scuderia Toro Rosso-Honda | 1:33.556           | 1:33.715           | 1:33.601           | 10               |
| 11                         | 27  | Nico Hülkenberg    | Renault                   | 1:34.092           | 1:33.815           |                    | 11               |
| 12                         | 20  | Kevin Magnussen    | Haas-Ferrari              | 1:33.812           | 1:33.979           |                    | 12               |
| 13                         | 26  | Daniil Kvjat       | Scuderia Toro Rosso-Honda | 1:34.138           | 1:33.989           |                    | 13               |
| 14                         | 18  | Lance Stroll       | Racing Point-BWT Mercedes | 1:33.921           | 1:34.100           |                    | 14               |
| 15                         | 8   | Romain Grosjean    | Haas-Ferrari              | 1:34.161           | 1:34.158           |                    | 15               |
| 16                         | 99  | Antonio Giovinazzi | Alfa Romeo Racing-Ferrari | 1:34.226           |                    |                    | 16               |
| 17                         | 7   | Kimi Räikkönen     | Alfa Romeo Racing-Ferrari | 1:34.369           |                    |                    | 17               |
| 18                         | 63  | George Russell     | Williams-Mercedes         | 1:35.372           |                    |                    | 18               |
| 19                         | 11  | Sergio Pérez       | Racing Point-BWT Mercedes | 1:35.808           |                    |                    | BOX              |
| 20                         | 88  | Robert Kubica      | Williams-Mercedes         | 1:35.889           |                    |                    | 19               |
| 107% času vítěze: 1:39.887 |     |                    |                           |                    |                    |                    |                  |
| Zdroj:                     |     |                    |                           |                    |                    |                    |                  |

Poznámky
1. ↑  Sergio Pérez musel startovat z boxové uličky, protože neuposlechl příkaz o převážení ve druhém tréninku.

## Závod
| Poř.                                                               | No. | Jezdec             | Konstruktér               | Počet kol | Čas/Odstoupení | Pořadí na startu | Body |
| ------------------------------------------------------------------ | --- | ------------------ | ------------------------- | --------- | -------------- | ---------------- | ---- |
| 1                                                                  | 77  | Valtteri Bottas    | Mercedes                  | 56        | 1:33:55.653    | 1                | 25   |
| 2                                                                  | 44  | Lewis Hamilton     | Mercedes                  | 56        | +4.148         | 5                | 18   |
| 3                                                                  | 33  | Max Verstappen     | Red Bull Racing-Honda     | 56        | +5.002         | 3                | 15   |
| 4                                                                  | 16  | Charles Leclerc    | Ferrari                   | 56        | +52.239        | 4                | 13   |
| 5                                                                  | 23  | Alexander Albon    | Red Bull Racing-Honda     | 56        | +1:18.038      | 6                | 10   |
| 6                                                                  | 3   | Daniel Ricciardo   | Renault                   | 56        | +1:30.366      | 9                | 8    |
| 7                                                                  | 4   | Lando Norris       | McLaren-Renault           | 56        | +1:30.764      | 8                | 6    |
| 8                                                                  | 55  | Carlos Sainz Jr.   | McLaren-Renault           | 55        | +1 kolo        | 7                | 4    |
| 9                                                                  | 27  | Nico Hülkenberg    | Renault                   | 55        | +1 kolo        | 11               | 2    |
| 10                                                                 | 11  | Sergio Pérez       | Racing Point-BWT Mercedes | 55        | +1 kolo        | BOX              | 1    |
| 11                                                                 | 7   | Kimi Räikkönen     | Alfa Romeo Racing-Ferrari | 55        | +1 kolo        | 17               |      |
| 12                                                                 | 26  | Daniil Kvjat       | Scuderia Toro Rosso-Honda | 55        | +1 kolo        | 13               |      |
| 13                                                                 | 18  | Lance Stroll       | Racing Point-BWT Mercedes | 55        | +1 kolo        | 14               |      |
| 14                                                                 | 99  | Antonio Giovinazzi | Alfa Romeo Racing-Ferrari | 55        | +1 kolo        | 16               |      |
| 15                                                                 | 8   | Romain Grosjean    | Haas-Ferrari              | 55        | +1 kolo        | 15               |      |
| 16                                                                 | 10  | Pierre Gasly       | Scuderia Toro Rosso-Honda | 54        | Zavěšení       | 10               |      |
| 17                                                                 | 63  | George Russell     | Williams-Mercedes         | 54        | +2 kola        | 18               |      |
| 18                                                                 | 20  | Kevin Magnussen    | Haas-Ferrari              | 52        | Smyk           | 12               |      |
| Ret                                                                | 88  | Robert Kubica      | Williams-Mercedes         | 31        | Únik oleje     | 19               |      |
| Ret                                                                | 5   | Sebastian Vettel   | Ferrari                   | 7         | Zavěšení       | 2                |      |
| Nejrychlejší kolo:Charles Leclerc (Ferrari) – 1:36.169 (v kole 44) |     |                    |                           |           |                |                  |      |
| Zdroj:                                                             |     |                    |                           |           |                |                  |      |

Poznámky
1. ↑  Charles Leclerc získal jeden bod za zajetí nejrychlejšího kola.
2. ↑  Daniil Kvjat obdržel trest přičtení 5 sekund k času v cíli za zavinění kolize se Sergiem Pérezem.
3. 1 2  Pierre Gasly a Kevin Magnussen odstoupili ze závodu, ale byli klasifikováni, protože odjeli více než 90 % délky závodu.

## Průběžné pořadí po závodě
- Tučně jsou vyznačeni jezdci a týmy se šancí získat titul v Poháru jezdců nebo konstruktérů.

Pohár jezdců
|        | Pořadí | Jezdec           | Body |
| ------ | ------ | ---------------- | ---- |
|        | 1      | Lewis Hamilton   | 381  |
|        | 2      | Valtteri Bottas  | 314  |
|        | 4      | Charles Leclerc  | 249  |
| 1      | 3      | Max Verstappen   | 235  |
| 1      | 5      | Sebastian Vettel | 230  |
| Zdroj: |        |                  |      |

Pohár konstruktérů
|        | Pořadí | Konstruktér           | Body |
| ------ | ------ | --------------------- | ---- |
|        | 1      | Mercedes              | 695  |
|        | 2      | Ferrari               | 479  |
|        | 3      | Red Bull Racing-Honda | 366  |
|        | 4      | McLaren-Renault       | 121  |
|        | 5      | Renault               | 83   |
| Zdroj: |        |                       |      |